# Renifer heterocoelium
Renifer heterocoelium är en plattmaskart. Renifer heterocoelium ingår i släktet Renifer och familjen Ochetosomatidae. Inga underarter finns listade i Catalogue of Life.